# 楓渓
楓渓（もみじだに）は、三重県四日市市水沢町（すいざわちょう）の山の坊（現在の宮妻）にあるもみじの名所。楓谷とも書く。

## 概要
鈴鹿国定公園に位置し、11月下旬ごろの紅葉シーズンには、もみじまつりが開催され、夜間にはライトアップされる。四日市市水沢地区の茶畑を通り過ぎ、三交バス終点宮妻口バス停より、車道を右折するとすぐ目の前に、車道左側から谷川を挟んで対岸まで、このあたり一帯にもみじの林が広がっており、幹の周囲が一抱えもあるような老樹が繁茂している。紅葉だけではなく新緑の時期も格別である。谷川沿いに東海自然歩道が通っており、林床には、シャガ、フキ、ミツバ、イカリソウ、ヤブコウジ、テイカカズラなどが見られ、よく整備されている。
楓渓より、三重県道44号宮妻峡線を西へ1 kmほど登ると、道路南斜面に、伊勢茶の産地水沢茶発祥の地とされる、冠山茶の木原（市指定記念物（史跡））がある。さらに終点まで登ると、宮妻峡ヒュッテと呼ばれる、四日市市営のキャンプ場や、鎌ヶ岳、入道ヶ岳などの登山基地となっている。

## 歴史
水沢は江戸時代、菰野藩の領地であり、元禄年間（1688年 - 1703年）当時の藩主土方雄豊が、領内巡視を兼ねて、もみじ狩りを楽しんだといわれている。その後歴代の藩主は、桜、ツツジ、もみじ等花木の伐採を禁じ、領内の景勝地の保護につとめた。楓渓においても、雑木を切り払いもみじを保護し、毎年春秋に訪れている。
古来よりこの地には多くの文人墨客が訪れており、猿丸大夫がこの地で詠んだとされる、「奥山に 紅葉ふみわけ 鳴く鹿の 声きくときぞ 秋はかなしき」という歌は、「百人一首」に書かれており、猿丸大夫の遺跡として伝わっている所に歌碑が立てられている。その他に、津藩の儒学者斉藤拙堂や、歌人佐佐木弘綱も訪れており、歌を詠んでいる。
明治6年（1873年）地租改正のとき、村人の間で当地一帯が国に接収されるとの噂が広まり、楓渓周辺の木を炭に焼いてしまおうとしたが、当時の村用掛であった、森田健次郎という人物が、保存運動に努力したといわれている。

## 所在地
- 三重県四日市市水沢町宮妻

## 周辺
- 宮妻峡
- 冠山茶の木原
- 四日市スポーツランド
- 青少年野外活動センター

## アクセス
- 東名阪自動車道四日市インターより、国道477号、国道306号を経由して、三重県道44号宮妻峡線を西に入り約12km。
- 三重交通バス水沢線終点宮妻口より徒歩数分。